# San Diego
San Diego (angleška izgovorjava: /ˌsændiˈeɪgoʊ/) je drugo največje mesto v Kaliforniji za Los Angelesom in osmo največje v ZDA. Leži ob Tihem oceanu na ameriški zahodni obali, tik ob meji z Mehiko. Samo mesto ima okoli milijon in pol prebivalcev, metropolitansko območje pa preko 3 milijone. To obmorsko mesto je tudi središče Okrožja San Diego, ter tudi gospodarsko središče velemestnega področja San Diego–Carlsbad–San Marcos s tremi milijoni prebivalcev, ki je 17. največje v ZDA, čeznemjno urbano območje skupaj s Tijuano v Mehiki pa šteje več kot pet milijonov prebivalcev. Revija Forbes Magazine je San Diego uvrstila med deset najbogatejših ameriških mest.